# Jean Lannes
Jean Lannes (Lectoure, 10 april 1769 - Ebersdorf, 31 mei 1809) was een Frans maarschalk en hertog van Montebello.

## Biografie
Lannes werd geboren in het zuiden van Frankrijk als vijfde kind in het gezin van een kleine handelaar. Door zijn achtergrond genoot hij weinig onderwijs, maar door zijn lichaamskracht en sportieve kwaliteiten werd hij in 1792 verkozen tot sergeant-majoor van de vrijwilligers uit Gers. Hij deed zijn eerste ervaring in het leger op tijdens de Pyreneeënoorlog. In 1796 meldde hij zich als vrijwilliger aan voor het leger dat in Italië ging vechten. Jean Lannes wist zich hier te bewijzen. Zo raakte hij gewond in de Slag bij de brug van Arcole terwijl hij Napoleon hielp om te ontsnappen aan de oprukkende Oostenrijkers. Napoleon promoveerde hem hiervoor tot brigadegeneraal.
In 1800 huwde hij met Louise Antoinette Scholastique Guéheneuc en hij kreeg met haar vijf kinderen.
Lannes stond ook aan Napoleons zijde tijdens diens Expeditie naar Egypte. Lannes raakte gewond tijdens de Slag bij Abukir en keerde daarop met Napoleon terug naar Frankrijk. Nadat het Eerste Franse Keizerrijk was uitgeroepen werd Lannes benoemd tot maarschalk van Frankrijk. In die hoedanigheid was hij aanwezig bij de Slag bij Austerlitz. In 1808 werd Lannes naar Spanje gestuurd. In ditzelfde jaar werd hij door Napoleon benoemd tot hertog van Montebello. In de Spaanse Onafhankelijkheidsoorlog wist hij een paar belangrijke overwinningen te behalen voor het keizerrijk, eerst bij Tudela en later bij Zaragoza.

## Dood
Tijdens de Slag bij Aspern-Eßling maakte Lannes van een moment van rust gebruik om een wandeling te maken in gezelschap van generaal Pouzet, zijn vroegere instructeur bij de vrijwilligers van de Gers. Pouzet werd plotseling door een kogel getroffen en was op slag dood. Ontdaan verwijderde Lannes zich van het lijk en ging op een heuveltje zitten. Daar raakte een kanonskogel van drie pond vanuit Enzersdorf hem, na te zijn afgeketst, op de plaats waar zijn knieën gekruist waren.
Zijn linker knieschijf was gebroken, de botten verbrijzeld, de ligamenten gescheurd en de pezen doorgesneden. De popliteale slagader was gescheurd en het rechterbeen vertoonde een gescheurd gewricht. Na overbrenging naar het eiland Lobau werd zijn linkerbeen geamputeerd door Dominique-Jean Larrey na overleg tussen de chirurgen. In de ochtend van 23 mei transporteerde men Lannes naar de rechteroever van de rivier en bracht hem naar een van de huizen van Ebersdorf. Vier dagen lang leek de toestand van de maarschalk bevredigend, en Lannes sprak er al over een kunstbeen te laten maken zoals dat van generaal Palfi. Maar in de nacht van de 27e op de 28e werd Lannes plotseling overvallen door koorts en delirium. Zijn toestand verslechterde en geen van de aanwezige artsen, Larrey, Yvan, Paulet en Lannefranque, was in staat hem te redden van het gangreen dat was uitgebroken. Op 29 mei bleef Napoleon, die zeer bedroefd was, een half uur aan het bed van zijn vriend staan, wetende dat hij nu verdoemd was; zelfs Dr. Frank, een vooraanstaand Weens figuur, kon de prognose alleen maar bevestigen. Jean Lannes stierf op de ochtend van 31 mei, tussen vijf en zes uur. De keizer, gewaarschuwd, kwam kort daarna aan; hij betreurde: 

"Wat een verlies voor Frankrijk en voor mij!

Zijn lichaam werd aanvankelijk ter ruste gelegd in de Hôtel des Invalides, maar een jaar later werd zijn lichaam overgebracht naar een tombe in het Panthéon in Parijs. Er is in Parijs ook een boulevard naar hem genoemd.
Napoleon beschouwde Lannes als een van zijn beste vrienden. Lannes was, buiten Josephine en de familieleden van de keizer, de enige die hem mocht tutoyeren. Op Sint-Helena omschreef Napoleon hem als 

Le plus brave de tous les hommes […] Lannes était assurément un des hommes au monde sur lesquels je pouvais le plus compter"

## Galerij

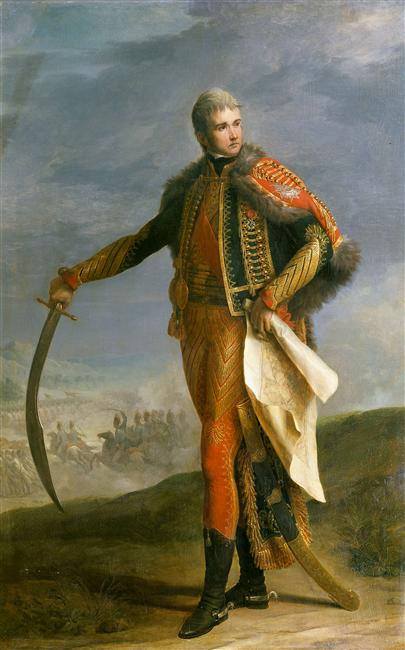
Portret van Jean Lannes, hertog van Montebello, maarschalk van Frankrijk (1769-1809)
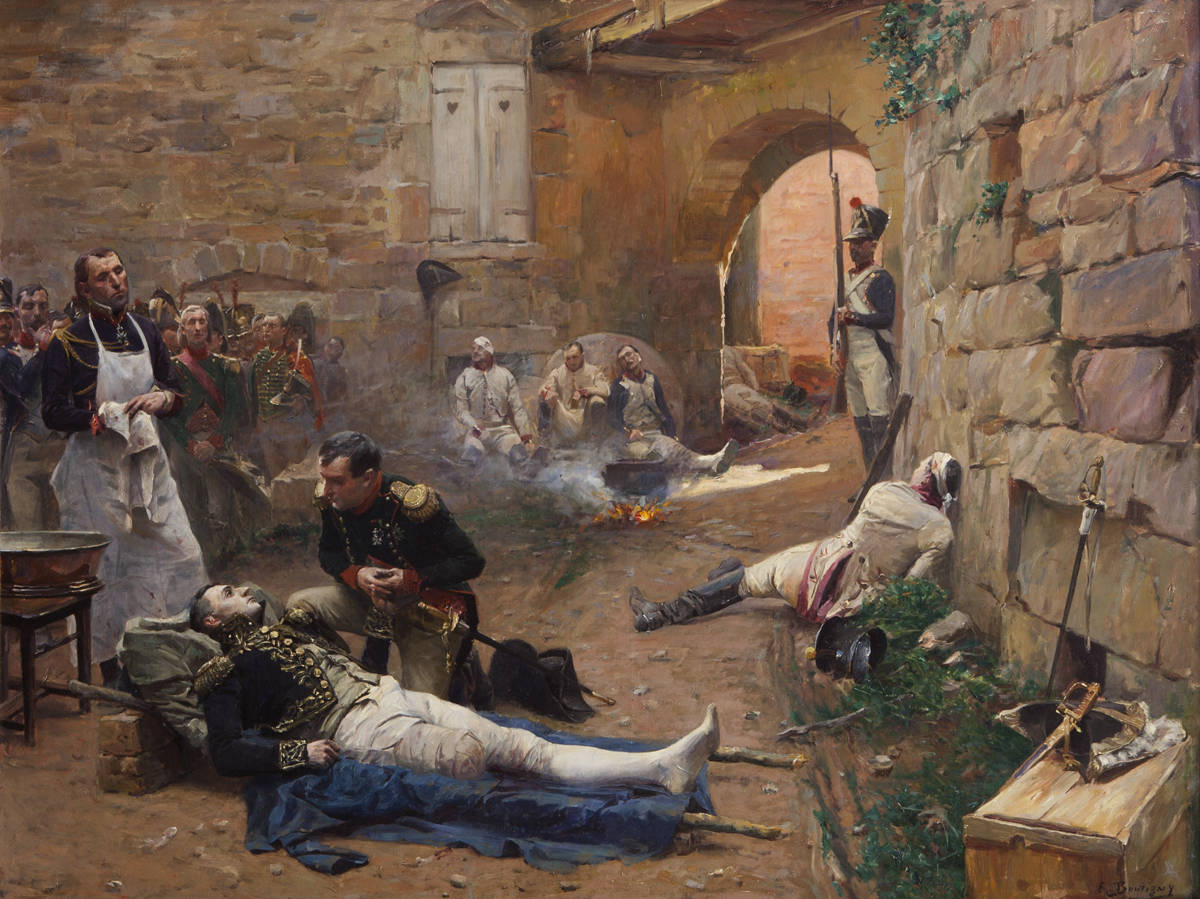
Lannes gewond en een been geamputeerd

Louis Alexandre Berthier · Joachim Murat · Bon Adrien Jeannot de Moncey · Jean-Baptiste Jourdan · André Masséna · Pierre François Charles Augereau · Jean-Baptiste Bernadotte · Guillaume Brune · Nicolas Jean-de-Dieu Soult · Jean Lannes · Édouard Adolphe Casimir Joseph Mortier · Michel Ney · Louis Nicolas Davout · Jean-Baptiste Bessières · François Christophe Kellermann · François Joseph Lefebvre · Dominique-Catherine de Pérignon · Jean-Mathieu-Philibert Sérurier · Claude Victor-Perrin · Étienne Jacques Joseph Macdonald · Nicolas Charles Oudinot · Auguste de Marmont · Louis Gabriel Suchet · Laurent de Gouvion Saint-Cyr · Józef Poniatowski · Emmanuel de Grouchy
- Biblioteca Nacional de España: XX5380627
- Bibliothèque nationale de France: cb11948638z (data)
- Catàleg d'autoritats de noms i títols de Catalunya: 981058614775106706
- Gemeinsame Normdatei: 11900044X
- International Standard Name Identifier: 0000 0000 5509 6768
- Library of Congress Control Number: n81131849
- Base Léonore: LH//1472/39
- Nationale Bibliotheek van Tsjechië: xx0084448
- Nationale Bibliotheek van Israël: 987007461476905171
- Nationale Bibliotheek van Polen: a0000001244902
- Nederlandse Thesaurus van Auteursnamen: 073755230
- SNAC: w63n2nx1
- Système universitaire de documentation: 027446980
- Virtual International Authority File: 73861873
- WorldCat: E39PBJm9gjr9jPF3hR9qBtgkDq